# Philadelphia Frenzy
Philadelphia Frenzy war ein kurzlebiges US-amerikanisches Frauenfußball-Franchise mit Sitz in der Stadt Philadelphia im Bundesstaat Pennsylvania.

## Geschichte
Das Franchise startete unter dem Namen Pennsylvania Freedom in der Saison 1995 in den Spielbetrieb der zweitklassigen W-League, dort platzierte sich das Team in der Eastern Division mit 53 Punkten nach der ersten Regular Season auf dem zweiten Platz. So qualifizierte sich das Team für die Playoffs, verlor hier jedoch seine beiden Spiele in dem Turnier. Aber der Saison 1996 hieß die Mannschaft dann Philadelphia Frenzy und erreichte in der Regular Season nur zwei Punkte und damit auch nur den Vorletzten Platz, weil sich die Lehigh Valley Cougars vorher schon zurückgezogen hatten. Die Spielzeit 1997 war dann die letzte des Franchise und mit neun Punkten reichte es wieder nur für den Vorletzten Platz der Division. Anschließend wurde die Mannschaft aufgelöst.